# الدوري الدومينيكاني لكرة السلة 2013
الدوري الدومينيكاني لكرة السلة 2013 (بالإسبانية: Liga Nacional de Baloncesto 2013)‏ هو الموسم 8 من  الدوري الدومينيكاني لكرة السلة. كان عدد الأندية المشاركة فيه  8، وفاز فيه Indios de San Francisco de Macorís ‏.